# Sołtmany (meteoryt)
Sołtmany – meteoryt kamienny należący do chondrytów zwyczajnych (chondrytów oliwinowo-hiperstenowych) L6, spadły 30 kwietnia 2011 roku w miejscowości Sołtmany w powiecie giżyckim w Polsce.
Meteoryt spadł o godzinie 6.03 na teren gospodarstwa agroturystycznego we wsi Sołtmany, prowadzonego przez Alfredę Lewandowską. Pani Alfreda Lewandowska usłyszała rano głośny świst i huk, wybiegając zobaczyła wybitą dziurę w zadaszeniu jednego z budynków gospodarczych, przerobionych na łazienki dla gości. Kilka metrów dalej znalazła rozbity na dwie części kamień wielkości pięści. O upadku meteorytu został powiadomiony Roman Rzepka, miłośnik astronomii z Giżycka, który zgłosił to Andrzejowi S. Pilskiemu z Polskiego Towarzystwa Meteorytowego. Według analiz przeprowadzonych przez prof. Łukasza Karwowskiego z Uniwersytetu Śląskiego meteoryt Sołtmany sklasyfikowany został jako meteoryt kamienny należący do grupy chondrytów zwyczajnych (chondrytów oliwinowo-hiperstenowych) L6. Duże fragmenty, z ogólnej całości o masie 1066 g, trafiły do: Muzeum Wydziału Nauk o Ziemi Uniwersytetu Śląskiego (największy fragment o masie 65,8 g), Politechniki Wrocławskiej i kilku największych placówek muzealnych w Polsce i za granicą. Duży fragment był badany we włoskim laboratorium Gran Sasso, gdzie oszacowano jego wiek na 4,137 mld lat.
Wynikom badań naukowych tego meteorytu poświęcony był cały nr 2 pisma Meteorites z roku 2012, a w języku polskim artykuł z 2016 r.